# Caput humeri

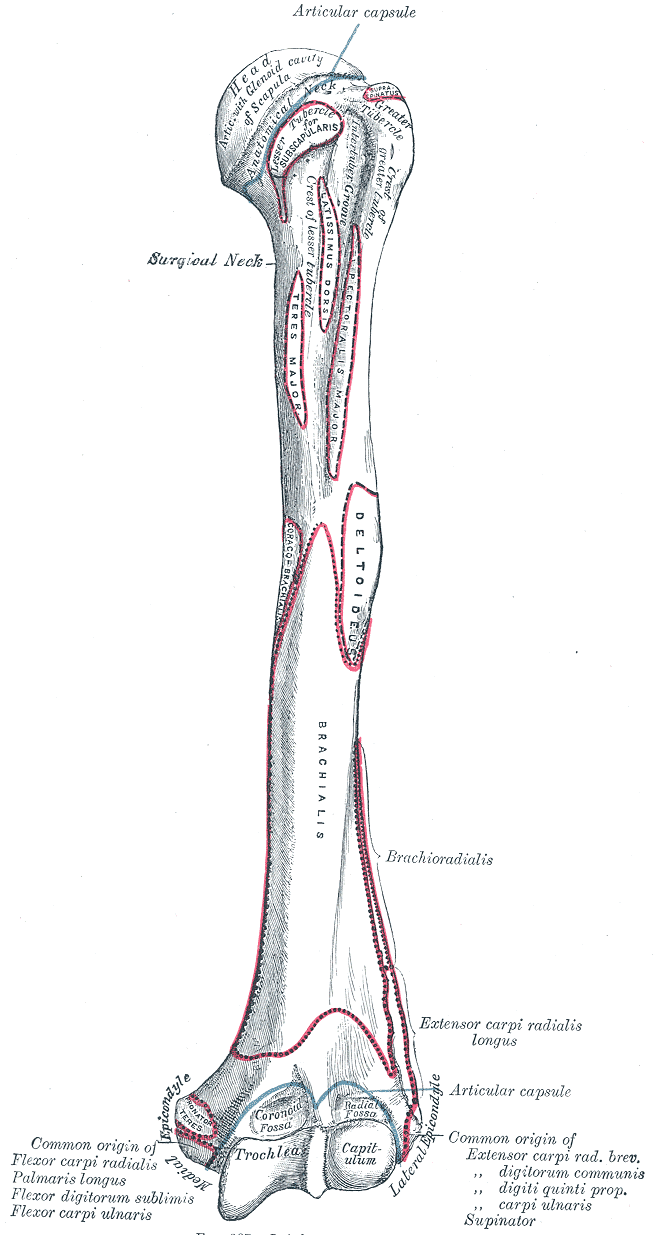
Vänster överarmsben sett framifrån.
Illustration: Gray's Anatomi, 1918.

Caput humeri (latin:, "överarmsbenets huvud") är överarmsbenets övre, proximala ledhuvud som tillsammans med skulderbladets (scapula) ledpanna cavitas glenoidalis bildar axelleden (art. humeri).
Caput humeri är riktat uppåt, medialt och något bakåt och har formen av ett halvklot. Caput humeri avgränsas av en skåra kallad collum anatomicum som är bredast nedanför ledhuvudet men syns tydligt som en smal fåra mellan caput humeri och överarmsbenets två laterala tuberkler tuberculum majus och tuberculum minus. 
Caput humeri omges helt av axelledens ledkapsel.